# باريس تورز 1988
باريس تورز 1988 هو سباق دراجات هوائية، وهو موسم من باريس تورز، وأقيم في 1988.
فاز بالمركز الأول بيتر بيترز، وبالمركز الثاني Jan Goessens ‏، وبالمركز الثالث شون كيلي.

## الفائزون
| الترتيب | الفائز        |
| ------- | ------------- |
| الفائز  | بيتر بيترز    |
| الثاني  | Jan Goessens ‏ |
| الثالث  | شون كيلي      |